# Есимонтовский, Андрей Васильевич
Андрей Васильевич Есимонтовский (1889—1937 или после 1947) — генерал-майор Вооруженных Сил Юга России, участник Гражданской войны в Испании на стороне республиканцев.

## Биография

### Ранние годы
Происходит из малороссийского дворянского рода Есимонтовских. Отец — генерал-майор Василий Федорович Есимонтовский (1851 г.р.). Мать — София Станиславовна, урождённая Туркан-Суринович (1858 г.р.), из дворян Могилевской губернии. Был 5 ребёнком из 6 детей в семье. Судьба братьев Андрея сложилась трагически: Павел (1879 г.р.) погиб на фронте Первой мировой войны, Аркадий (1883 г.р.) и Федор (1892 г.р.) были расстреляны большевиками в 1919 году.
Подобно братьям, Андрей, окончил Александровский кадетский корпус в 1907 году. Осенью того же года поступил в Михайловское Артиллерийское училище, которое окончил в 1909 году, после чего поступил подпоручиком на службу в Измайловский лейб-гвардии полк. В составе этого полка встретил Первую Мировую войну.

### Первая мировая война
В составе Измайловского полка Есимонтовский принимал участие в сражениях Юго-Западного фронта. Командир полка с мая 1915 по июль 1916 гг. Б. В. Геруа вспоминал:

Единственная часть [полка], которая представилась мне молодцевато и по-гвардейски, — была хозяйственная, с её тыловыми командами, обозными и нестроевой ротой. Этой частью заправлял молодой и энергичный капитан А. В. Есимонтовский. Постоянное отделение от полка и самостоятельность позволяли начальнику хозяйственной части, если он хотел и умел, лепить из неё часть «по своему образу и подобию». А так как А. В. Есимонтовский любил во всем отчетливость и нарядность, то и вверенные ему обозные и мастеровые легко перещеголяли своих запущенных строевых собратьев.
Высочайшим приказом от 26 ноября 1916 года награждён Георгиевским оружием.
14 апреля 1917 года Есимонтовский приказом по армии и флоту награждён орденом Св. Георгия IV степени.

### Гражданская война
В гражданскую войну полковник Есимонтовский прикладывал усилия, чтобы возродить Измайловский полк. Изначально он пытался сделать это на базе Донской армии и, воссоздавая полк, подчиниться атаману Краснову, однако под давлением офицеров был вынужден отказаться от этого и войти в состав Добровольческой армии — бедной ресурсами, но зато не связанной с Германией.
В Вооруженных силах Юга России c 28 марта — 10 апреля 1919 года возглавлял 2-ю Донскую стрелковую бригаду. Позднее он был командиром батальона Измайловского полка, с декабря 1919 — начальником отряда войск Новороссийской области, 20-29 января 1920 года командиром Гвардейской пехотной дивизии. Участвовал в Бредовском походе. Исполнял обязанности начальника Отдельной гвардейской бригады 2 марта — 5 августа 1920 года. К концу войны получил звание генерал-майора.

### Эмиграция
В эмиграции некоторое время проживал в Греции, где был председателем местного монархического объединения.
Участник Рейхенгалльского монархического съезда 29 мая — 6 июня 1921 года.

### Гражданская война в Испании
Участвовал в Гражданской войне в Испании на стороне республиканцев, прибыл в Испанию осенью 1936 года, сначала служил наблюдателем при штабе 35-й дивизии, позднее стал начальником обоза. При его непосредственном участии была организована дивизионная школа. Дослужился до звания капитана интербригад.
По данным дочерей начальника Есимонтовского, генерала Вальтера (Сверчевского), зимой 1937 года он тяжело заболел туберкулезом и умер.
По данным историка С. Волкова, Есимонтовский участвовал в войне в Испании до самого конца, благополучно пережил Вторую мировую войну и умер только после 1947 года.